# Grand Prix de Denain 1990
Il Grand Prix de Denain 1990, trentaduesima edizione della corsa, si svolse il 5 aprile su un percorso con partenza e arrivo a Denain. Fu vinto dal francese Frédéric Moncassin della Castorama davanti all'olandese Peter Pieters e all'austriaco Paul Popp.

## Ordine d'arrivo (Top 10)
| Pos. | Corridore          | Squadra              | Tempo |
| ---- | ------------------ | -------------------- | ----- |
| 1    | Frédéric Moncassin | Castorama            |       |
| 2    | Peter Pieters      | TVM-Yoko             |       |
| 3    | Paul Popp          | Varta-ELK Haus-No    |       |
| 4    | Stefan Van Leeuwe  | Westwood-Ibea        |       |
| 5    | Peter Spaenhoven   | SEFB-Saxon-Gan       |       |
| 6    | Gino De Backer     | IOC-Tulip Computers  |       |
| 7    | Willem Wijnant     | Westwood-Ibea        |       |
| 8    | Adrie Kools        | IOC-Tulip Computers  |       |
| 9    | Giorgio Furlan     | Diana-Colnago-Animex |       |
| 10   | Yvon Ledanois      | Castorama            |       |